# O, Sørland, du min moderjord
O, Sørland, du min moderjord (vertaling: O zuidland, mijn moederland) is een Noors gedicht en lied. 
Het gedicht is geschreven door Vilhelm Krag in de jaren 10 van de 20e eeuw. Origineel luidde de titel O, Vestland, du min moderjord (westland). Door een wijziging in de aanduiding wat nou exact waar lag in het net onafhankelijke Noorwegen werd de titel bij de uitgave in 1917 verschoven naar Sørland (zuidland). De tekst beschrijft een nacht in mei.
In 1930 schreef de Noorse componist Johan Halvorsen er muziek onder voor een concert met zangstem en piano. Halvorsen schreef ook nog een versie voor mannenkoor a capella. De versie voor zangstem en piano kreeg haar eerste uitvoering op 28 oktober 1930 in Oslo. Robert Dahl (zangstem) en Daniel Løvdal (piano) speelden het tijdens een feestavond gewijd aan de dichter.